# Бондаренко Євген Васильович
Євге́н Васи́льович Бондаре́нко  (*17 січня 1905, Харків — 22 грудня 1977, Харків, УРСР) — український актор. Народний артист УРСР (1953). Народний артист СРСР (1960).
Народився в Харкові в сім'ї да, актора-аматора. 1924—27 Бондаренко — актор Харківського театру робітничої молоді. 1927 — в студії при театрі «Березіль», з 1929 — актор цього ж театру (нині Харківський академічний український драматичний театр імені Тараса Шевченка).

## Творчість

### Ролі в театрі
- «Ярослав Мудрий» І. А. Кочерги — Свічкогас
- «Мартин Боруля» І. Карпенка-Карого — Омелько
- «Марина» М. Зарудного — Дяк
- «Над Дніпром» А. Є. Корнійчука — Македон Сом
- «Любов Ярова» К. А. Треньова — Швандя
- «Гроза» А. М. Островського -Дикий
- «Мірандоліна» («Господиня готелю») Карло Гольдоні — кавалер Ріпафратта
- «Дванадцята ніч» Шекспіра — Мальволіо

### Фільмографія
- 1956 — Мандрівка в молодість — Назаров
- 1957 — Шельменко-денщик — Шпак
- 1958 — Поема про море — Іван Кравчина
- 1960 — Кров людська — не водиця — Мірошниченко
- 1960 — Повість полум'яних літ — Роман Клунний
- 1961 — Дмитро Горицвіт — Мірошниченко
- 1964 — Зачарована Десна — батько
- 1967 — Незабутнє — Петро Чабан

## Нагороди
- Сталінська премія, 1947.